# Spagna ai VI Giochi olimpici invernali
La Spagna partecipò ai VI Giochi olimpici invernali, svoltisi a Oslo, Norvegia, dal 14 al 25 febbraio 1952, con una delegazione di 4 atleti impegnati in una disciplina.